# ¡Uno!
¡Uno! è il nono album in studio del gruppo musicale statunitense Green Day, pubblicato il 25 settembre 2012 dalla Reprise Records.
Assieme a ¡Dos! e ¡Tré!, fa parte di una trilogia di album annunciata dalla band l'11 aprile 2012 e resa disponibile tra settembre e dicembre dello stesso anno. L'album è stato certificato disco d'oro in Italia, Austria, Canada, Germania, Giappone e Regno Unito.

## Descrizione
Il 14 febbraio 2012 Billie Joe Armstrong annunciò sul suo profilo Twitter: "Buon San Valentino! Oggi abbiamo iniziato ufficialmente a registrare il nuovo disco. Era ora!!!!". Lo stesso giorno sul canale YouTube della band, fu pubblicato un video, intitolato 2/14/2012 Day One, nel quale si vedono alcune sequenze in cui la band sta registrando.
L'11 aprile 2012, la band pubblica un video su YouTube ed un articolo sul proprio sito web, nei quali annuncia la pubblicazione di una trilogia composta da tre album: ¡Uno!, ¡Dos! e ¡Tré!, pubblicati rispettivamente il 25 settembre, 13 novembre (anticipato al 12) 2012 e 15 gennaio 2013 (anticipato all'11 dicembre 2012). Il trailer di ¡Uno! uscì il 14 giugno su YouTube, con l'immagine della copertina che vede Billie Joe protagonista.
Il 16 luglio è stato pubblicato il primo singolo tratto da ¡Uno!, Oh Love, mentre il 14 agosto è uscito Kill the DJ e il 5 settembre Let Yourself Go.
La canzone Sweet 16 è dedicata ad Adrienne; Billie Joe infatti, attraverso questa canzone, ha voluto ricordare la loro storia quando era agli inizi. La canzone Rusty James è ispirata alla vita dell'omonimo personaggio protagonista del film Rusty il selvaggio. Il background della canzone però è anche riferito al probabile abbandono della scena punk da parte dei Green Day.

## Accoglienza
| Recensione           | Giudizio |
| -------------------- | -------- |
| AllMusic             |          |
| NME                  |          |
| Rolling Stone        |          |
| The Observer         |          |
| The Guardian         |          |
| Slant Magazine       |          |
| Sputnikmusic         |          |
| Entertainment Weekly | B        |
| Mojo                 |          |
| Q                    |          |
| Spin                 |          |
| The A.V. Club        | B-       |

## Tracce
Testi di Billie Joe Armstrong, musiche dei Green Day.
1. Nuclear Family – 3:03
2. Stay the Night – 4:36
3. Carpe diem – 3:25
4. Let Yourself Go – 2:56
5. Kill the DJ – 3:41
6. Fell for You – 3:08
7. Loss of Control – 3:07
8. Troublemaker – 2:45
9. Angel Blue – 2:46
10. Sweet 16 – 3:03
11. Rusty James – 4:09
12. Oh Love – 5:03

Tracce bonus nell'edizione di iTunes
1. Stay the Night (Video Live) – 4:38
2. Let Yourself Go (Video Live) – 3:42
3. Kill the DJ (Video) – 3:43
4. Oh Love (Video) – 5:12

Traccia bonus nell'edizione giapponese
1. Let Yourself Go (Live)

## Formazione
- Billie Joe Armstrong – voce, chitarra
- Jason White – chitarra
- Mike Dirnt – basso
- Tré Cool – batteria

## Classifiche
| Classifica (2012)          | Posizione massima |
| -------------------------- | ----------------- |
| Australia                  | 3                 |
| Austria                    | 1                 |
| Belgio (Fiandre)           | 6                 |
| Belgio (Vallonia)          | 5                 |
| Canada                     | 3                 |
| Danimarca                  | 8                 |
| Finlandia                  | 4                 |
| Francia                    | 12                |
| Germania                   | 3                 |
| Giappone                   | 3                 |
| Italia                     | 1                 |
| Messico                    | 5                 |
| Norvegia                   | 3                 |
| Nuova Zelanda              | 2                 |
| Paesi Bassi                | 8                 |
| Portogallo                 | 13                |
| Regno Unito                | 2                 |
| Regno Unito (rock & metal) | 1                 |
| Repubblica Ceca            | 7                 |
| Spagna                     | 4                 |
| Stati Uniti                | 2                 |
| Stati Uniti (alternative)  | 2                 |
| Stati Uniti (rock)         | 2                 |
| Svezia                     | 3                 |
| Svizzera                   | 4                 |
| Ungheria                   | 1                 |